# Farhad (Nischapur)
Farhad (persisch فرهاد) ist ein verlassenes Dorf im Distrikt Rivand, Verwaltungsbezirk Nischapur, Provinz Razavi-Chorasan, Iran.
1954 hatte das Dorf 132 Einwohner; bei der Volkszählung 2006 war es unbewohnt.